# هارشاد شوبرا
هارشاد شوبدا هو ممثل هندي من مواليد عام 1983.

## النشأة
اسمه الحقيقي هارشاد براكاش تشوبدا، شهرته هارشاد شوبدا، ولد في جونديا ماهاراشترا الهندية عام 1983م، والده هو باركاش تشوبدا، والدته ربة منزل، لديه أخت واحدة هارشا تشوبدا هي اصغر منه في العمر، من عائلة هندوسية، يعيش الآن في مومباي، تخرج من كلية الهندسة الحديثة في بيون.

## الجوائز
عام 2010م حصل على العديد من الجوائز عن دوره في مسلسل (تيري ليي) هو أفضل ممثل في دور الريادة من جوائز الإذاعة الهندية والفيلم الهندي العالمي وتكريم التلفزيون، ومن جوائز الإذاعة الهندية أعظم أداء في السنة، ومن جوائز هندي تيليز كأفضل ممثل في دور الريادة، كما حصل في نفس العام على أفضل ممثل وجودي من جوائز زي الذهبية، عام 2011م حصل على أفضل جودي من جوائز المواهب الجديدة، عام 2018م نال جائزة موست فيت ممثل وأفضل ممثل وأفضل جودي من جوائز زي الذهبية عن دوره في المسلسل الهندي بلا ملجأ (Bepannaah).